# Az Antarktisz geológiája
Az Antarktisz felépítése sok hasonlóságot mutat Dél-Amerikával és Ausztráliával. Ezeknek a kontinenseknek a Csendes-óceán felé eső oldalain nagy tömegű és nagy magasságú hegységrendszerek vannak, míg az afrikai oldalaikat nagyon régi, prekambriumi kristályos kőzetekből álló részek építik fel.
A középső kréta korszak körülbelül 100 millió évvel ezelőtti időszakáig egyetlen nagy kontinens létezett a déli-féltekén, a Gondwana, aminek az ős-Csendes-óceán mosta a partjait. A Gondwana darabolódott fel több részre: Dél-Amerika, Afrika, Madagaszkár, India, Ausztrália, Új-Zéland és az Antarktisz területére. Az Antarktisz volt a Gondwana központi területe, és közvetlen kapcsolatban állt a felsorolt részekkel, kivéve Madagaszkárt, bár lehet, hogy vele is.
Az Antarktisz kétszintes kontinens. Az alsó szint, a kőzettömeg 4000-5000 méteres óceáni mélységből emelkedik ki. A második szint a kőzetek fölött elhelyezkedő, sok helyen 4000 méternél is vastagabb jégtakaró, ami a pleisztocénban még a mainál 300-350 méterrel vastagabb is volt.
A kontinens partvonalát 100-150 kilométeres self szegélyezi, ami a szokásosnál mélyebben húzódik, kb. 300-500 méterrel a tenger szintje alatt. Ennek az a fő oka, hogy a kontinensre nehezedő hatalmas mennyiségű jég tömege izosztatikus süllyedést idéz elő. A selfek domborzata igen bonyolult a rájuk telepedett nagy mennyiségű morénaanyag miatt.
A jég alatt az Antarktisz voltaképpen nem egységes kontinens, nyugati része szigetekből áll, és a Weddell- és  Ross-tenger közötti tengeri csatorna különítené el Kelet-Antarktisztól, ha a jég leolvadna róla. Ez a keleti kontinensrész alkotna csak egységes szárazföldet, aminek a belső részein a tenger szintjénél mélyebben fekvő, beltavakkal töltött medencék lennének. Ilyen lenne a Wilkes-selfjég alatti medence. Az is elképzelhető, hogy az Enderby-föld is külön szigetet alkotna, de erre még nincs bizonyíték.

## Geológiai felépítés
A geológiai felépítés alapján az Antarktisz két nagy részre bontható: Kelet-Antarktisz, mely döntően prekambriumi és Nyugat-Antarktisz, ami változatos geológiai rétegekből áll, és a jégtakaró alatt erősen tagolt. A választóvonal a Weddell- és a Ross-tenger öblének vonala.

### Kelet-Antarktisz
Kelet-Antarktiszt Antarktiszi-pajzsnak is nevezik. A pajzs a kontinens legidősebb része, alapja prekambriumi gránit és metamorf kőzetek. Felépítésében a Brazil-, Ausztrál-, Afrikai-, és a Dekkán-ősfölddel mutat rokonságot.
Az Antarktisz eddig ismert legidősebb kőzeteire az Enderby-földön bukkantak rá. Lehet, hogy koruk a 4 milliárd évet is eléri. Ezek a kőzetek később újraolvadtak, metamorfizálódtak. Kelet-Antarktisz további fejlődését tektonikus, magmatikus és metamorfizációs folyamatok jellemezték, amik az első, kristályos magot átalakították. Egyes kutatók szerint a pajzs 3500-3000 millió éve a Humboldt-, 3000-2650 millió éve pedig a Sziget-Stádiumban volt. 2650-1000 millió éve, a proterozoikumban a pajzs legöregebb magjai között üledékgyűjtő medencék alakultak ki, amikben nagy mennyiségű vulkáni anyag halmozódott fel. A Prince Charles-hegység vasérce ebből az időből származik.
A kontinenstalapzaton gránitintrúziókkal átjárt, késő prekambriumi és kora paleozoikumi metamorfitok fekszenek. Ezek a Ross-rendszerhez tartoznak és főleg a Transz-Antarktikus-lépcső jégmentes falainál lehet őket tanulmányozni. A Ross orogenezishez hasonló hegységképződési folyamat Dél-Amerikában és Dél-Ausztráliában is lejátszódott, mindegyik esetben a prekambriumi táblához gyűrődtek hozzá az új orogének.
A Beacon-rendszer kőzetei a Transz-Antarktikus-lépcső vonalát kísérik, néhol 2500 métert meghaladó vastagságban. Az alsó-beacon réteget szilur kori és devon eleji homokkövek, arkózák, agyagpalák alkotják, a felső-beaconi üledékes rétegek pedig a felső perm és a triász alatt jöttek létre. A jura korban doleritintrúziók járták át őket, aminek következtében ferrar-lávák törtek a felszínre.
A Beacon-rendszer alsó rétegei azt bizonyítják, hogy az Antarktiszon hűvös félsivatagi majd periglaciális éghajlat volt az uralkodó. Feljebb már megjelennek a fokozatosan melegedő és nedvesedő éghajlathoz köthető homokkőrétegek is, a legfelső szinteken pedig nagy kiterjedésű feketekőszén-előfordulások is vannak.
A kontinensen nincs sok harmad- és negyedidőszaki kőzet. Mindössze az Indiai-óceán déli vulkánrendszerének legdélibb tagja, a Gauss-hegy hozta létre a Gaussbergi bazaltformációt, a felső miocénben lezajlott vulkanikus tevékenységének köszönhetően.
A pajzs a Déli-sarkvidék legnyugalmasabb része, ahol a prekambriumtól a mezozoikumig lerakódott rétegek csaknem vízszintes helyzetben fekszenek. A kevés gyűrődéssel szemben annál több vetődés érte ezeket a kőzeteket, amiknek a következtében több szubglaciális tektonikus medence alakult ki. Ilyen vetődéses folyamatok emelték ki a Wilkes-, Enderby- és Új-Svábföldet, a Maud királyné földjét, és a Transz-Antarktikus-lépcsőt, de az Amerikai-magasföldet, a Gamburceva- és a Vernadszkij-hegységet is. Ezek a hegyvonulatok egy medencerendszert fognak közre, aminek a területén található a Nyugati-, a Keleti- és a Smidt-síkság.
Az Antarktisz területéről eddig nem kerültek elő juránál fiatalabb tengeri üledékek, ami valószínűsíti, hogy a kontinensen hosszan tartó peneplenizáció zajlott le. A jura-kréta időszaktól kezdődően az Antarktiszon trópusi éghajlat uralkodott, a flóra afrikai-indiai rokonságot mutatott. A forró éghajlat a tercier első felében (eocén-oligocén) is uralkodó volt. Ebből az időszakból babér-, füge- és ős-Araucaria-leleteket találtak. Ennek a nyugalmi állapotnak a késő harmadidőszaki epirogenetikus mozgások véget vetettek, és vetődésekkel szabdalták fel a felszínt. A Kelet-Antarktisz peremvidékein a fiatal hegységképző mozgásokat atlanti típusú vulkanizmus kísérte.
Antarktisz a pliocénben kezdett eljegesedni, de a kontinenst ma fedő jégtakaró az utóbbi 50 000 év eredménye.

### Nyugat-Antarktisz
Nyugat-Antarktisz geológiai felépítése sokrétűbb, mint Kelet-Antarktiszé. A két terület között a Transzantarktiszi-hegység képezi a választóvonalat. A hegységet Transz-Antarktikus-lépcsőnek is nevezik. A hegységnek több 4000-4500 méteres csúcsa is van.
Nyugat-Antarktisz mozgó (orogén) övezetet alkot a paleozoikumtól  napjainkig. Domborzatának nagy részét jég fedi. A perm-triász korszakok fordulóján intenzív gyűrődés játszódott le, ez volt a Gondwana-orogenezis, ami Antarktiszt, az Andok keleti vonulatait és Ausztrália külső szegélyét is érintette.
Az Antarktisz legmagasabb csúcsa, az 5140 méteres Winson Massif az Ellsworth-hegységben található. A hegység hovatartozásáról vita folyik, mivel egyesek az Antarkt-andesi, mások a Transzantarktiszi-hegységrendszerhez sorolják. Az Usarp-hegység kőzetanyagát amerikai kutatók dolgozzák fel, akik kísérletet tesznek a kainozoikumi vulkáni üledék által lefedett, metamorf üledékek pontos korának meghatározására. A Byrd-jég alatti medencét általában 1500-2000, de néhol 3000-4000 méter vastag jég borítja. Szabályok üledéksorokat mutattak ki a jurától a kainozoikumig.
Az Antarktiszi-félszigetet magas hegyek uralják, amik az Andok folytatásai. A félsziget 80%-án az Andokéval azonos gránit és gabbró alkotja, amik a kréta és tercier korszakok határán képződtek. A félsziget csücskéhez közel fekszik a James Ross-sziget, amin felső miocénbeli bazaltkiömlés van, ami a harmadkori vulkánműködés bizonyítéka.
Nyugat-Antarktiszon két vulkanikus övezet különíthető el: az egyik a Byrd-vulkanikus ív, ez a Ross-tengertől az Eights-partig húzódik. Az íven működő harmadidőszaki bazaltvulkanizmust jól példázza a 3110 méteres Mt. Siple és az I. Péter sziget. A másik vulkanikus ív a McMurdo, ahol az egyetlen, ma is működő antarktiszi vulkán, a Mount Erebus található, ami 4023 méter magas. A vulkán a Ross-szigeten fekszik, kettős kúpja van, a másik neve Mount Terror. A pliocén-holocén korszakbeli vulkanizmus itt bazaltot, trachitot és fonolitot juttatott a felszínre.
Az Antarktiszon több növény és állat leletére bukkantak (például Nothofagus és Lystrosaurus), amik bizonyítják, hogy a déli kontinensek egykor össze voltak kapcsolódva, illetve hogy az Antarktisz korábban alacsonyabb földrajzi szélességeken feküdt. Ez utóbbit bizonyítják a feketeszén-lelőhelyek is.